# Han Zhidi
Kaiser Zhi von Han (traditionell 漢質帝, vereinfacht 漢质帝, Pinyin hàn zhí dì, W.-G. Han Chih-ti; * 138; † 146) war der neunte Kaiser der Han-Dynastie und ein Urenkel des Kaisers Zhang. Seine kurze Herrschaft wurde von Liang Ji bestimmt, dem Bruder der Kaiserinmutter Liang Na.
Kaiser Zhi bestieg den Thron im Alter von sieben Jahren, nachdem Kaiser Chong gestorben war, sein Vetter dritten Grades. Obwohl noch ein Kind, war Kaiser Zhi bemerkenswert verständig und fühlte sich im Schatten von Liang Ji unbehaglich. Als er ihn einst sogar einen „arroganten General“ nannte, vergiftete Liang Ji den Kaiser, der im Alter von nur acht Jahren starb.

## Familiärer Hintergrund und Thronbesteigung
Liu Zuan, der künftige Kaiser Zhi, wurde im Jahr 138 als Sohn von Liu Hong (劉鴻), dem Prinzen Yi von Le’an, und seiner Gemahlin Chen geboren. Liu Hongs Vater Liu Chong (劉寵) war der Sohn von Liu Kang (劉伉); dieser hatte den Titel Prinz Zhen von Qiancheng getragen und war ein Sohn des Kaisers Zhang. Über Liu Hong selbst ist wenig bekannt. Er wurde von seinem Sohn, nachdem dieser Kaiser geworden war, in ein größeres Fürstentum in Bohai verwiesen.
Der zweijährige Kaiser Chong starb 145 ohne nahe männliche Verwandte. Seine Stiefmutter Liang Na berief deshalb zwei seiner Vettern dritten Grades an den Hof, um sie auf ihre Tauglichkeit als Nachfolger zu prüfen: Liu Suan (劉蒜), den Prinzen von Qinghe, und Liu Zuan. Prinz Suan war schon erwachsen (obwohl sein Alter nicht bekannt ist) und wird als bescheiden und anständig beschrieben, weshalb ihn die Beamten als Nachfolger vorzogen. Der autokratische und brutale Liang Ji wollte jedoch einen jüngeren Kaiser, der leichter zu kontrollieren war, und überredete Kaiserinmutter Liang Na deswegen, den siebenjährigen Liu Zuan zum Kaiser zu ernennen. Um den Schein zu wahren, ernannte er ihn zunächst zum Marquis von Jianping, und noch am selben Tag bestieg Liu Zuan als Kaiser Zhi den Thron.

## Kurze Regierung
Kaiserinmutter Liang Na diente dem jungen Kaiser als Regentin. Sie war eifrig darum bemüht, das Reich gut zu verwalten, und betraute den ehrlichen Beamten Li Gu (李固) mit wichtigen Staatsgeschäften. Sie lud auch junge Scholare aus dem ganzen Reich in die Hauptstadt Luoyang ein, damit sie sich an der dortigen Universität bilden konnten.
So jung Kaiser Zhi auch war, er erahnte Liang Jis Machtmissbrauch – wiewohl er nicht erkannte, dass Liang Ji ihm schaden könnte. Bei einer Versammlung zwinkerte er Liang Ji zu und bezog sich mit den Worten „ein arroganter General“ auf ihn. Liang Ji wurde besorgt und zornig. Im Sommer 146 brachte er dem Kaiser eine Schüssel Suppe, die er vergiftet hatte. Nachdem der Kaiser die Suppe zu sich genommen hatte, litt er große Schmerzen. Er rief sofort nach Li Gu und verlangte Wasser, aber Liang Ji verweigerte es ihm, und der Kaiser starb unmittelbar darauf. Li Gu ordnete Nachforschungen an, deren Fortschritte Liang Ji jedoch zunichtemachen konnte.
Nach Kaiser Zhis Tod stand Liang Ji unter großem Druck von Seiten der Beamten bei Hofe und musste zur Wahl des Nachfolgers eine Vollversammlung einberufen. Die Beamten waren mit großer Mehrheit für Liu Suan, aber Liang Ji gelang es, die Kaiserinmutter zu überreden, stattdessen den 14-jährigen Liu Zhi (劉志; Marquis von Liwu und Urenkel von Kaiser Zhang) zu wählen. Dieser war Liang Jis jüngerer Schwester Liang Nüying versprochen.
Lange nach Kaiser Zhis Tod (175) belohnte Kaiser Ling seine Mutter Chen mit dem Ehrentitel Prinzessin Xiao von Bohai, womit er ihren Stand als Mutter eines Kaisers würdigte.

## Äraname
- Benchu (本初, Pinyin ben chū) 146

| Vorgänger | Amt                      | Nachfolger |
| --------- | ------------------------ | ---------- |
| Chong     | Kaiser von China 145–146 | Huan       |

| Personendaten    | Personendaten |
| ---------------- | --- |
| NAME             | Han Zhidi |
| ALTERNATIVNAMEN  | Kaiser Zhi von Han; 漢質帝 (traditionelles Chinesisch); 漢质帝 (vereinfachtes Chinesisch); hàn zhí dì (Hanyu Pinyin); Han Chih-ti (Wade-Giles) |
| KURZBESCHREIBUNG | chinesischer Kaiser der Han-Dynastie |
| GEBURTSDATUM     | 138 |
| STERBEDATUM      | 146 |